# Oberamt Bernkastel
Das Oberamt Bernkastel war ein vom Anfang bis zum Ende des 18. Jahrhunderts bestehender Verwaltungs- und Gerichtsbezirk im Kurfürstentum Trier. Ihm waren die Ämter Amt Baldenau, Amt Bernkastel, das Kröver Reich, das Amt Hunolstein und das Amt Weiden nachgeordnet.

## Geschichte
Anfang des 18. Jahrhunderts wurde die hohe Gerichtsbarkeit für die dazugehörigen Ämter in Bernkastel konzentriert. Auch wurde die Funktion des Amtmanns zunehmend in Personalunion durch den Amtmann im Amt Bernkastel wahrgenommen. So war der letzte kurtrierer Amtmann Joseph Nepomuk Erbschenk, Freiherr von Schmidburg Amtmann von Baldenau, Bernkastel und Hunolstein. Im Kröver Reich war seit 1423 das Amt des Obervogtes in der Familie von Kesselstatt erblich. zuletzt war Johann Hugo Casimir Reichsgraf von Kesselstadt dort Erbvogt. Die Zuordnung des Amtes Weiden war eher formaler Natur. Dieses wurde am 4. Mai 1585 durch Kurfürst Johann VII. von Schönenberg an Johann von Warsberg zu Lehen gegeben. Kurtrier behielt sich jedoch die Hoheitsrechte vor und betrachtete das Amt daher als Teil des kurtrierischen Staates. Die Familie von Warsberg erkannte diese Hoheitsrechte jedoch nicht an. Dieser Konflikt wurde gegen Ende des HRR noch gerichtlich ausgetragen.
Mit der Einnahme des Linken Rheinufers durch französischen Revolutionstruppen wurde das Amt nach 1794 aufgelöst. In der Franzosenzeit gehörte das Gebiet zum Kanton Bernkastel.

## Amtssitz
Der Amtmann hatte seinen Sitz in dem ehemaligen kurfürstlichen Amts- und Kellereigebäude. Dieses Gebäude wurde 1656–61 erbaut und ist ein dreigeschossiger Zweiflügelbau mit viergeschossigem Treppenbau. Das Gebäude mit Adresse Gestade 12 wurde zuletzt als Weinbauschule genutzt und steht unter Denkmalschutz.